# Brekkvasselv Station
Brekkvasselv Station (Brekkvasselv stasjon) er en tidligere jernbanestation på Nordlandsbanen, der ligger ved bebyggelsen Brekkvaselv i Nansskogan kommune i Norge.
Stationen åbnede 5. juli 1940, da banen blev forlænget fra Grong til Mosjøen. Den blev nedgraderet til trinbræt 1. januar 1989, og 11. juni 2000 ophørte betjeningen med persontog.
Stationsbygningen blev opført i 1938 efter tegninger af Bjarne Friis Baastad fra NSB Arkitektkontor. Den toetages bygning var opført i træ i laftekonstruktion og rummede oprindeligt restaurant, ventesal, ekspedition og telegraf i stueetagen, mens der var tjenestebolig på første sal. Desuden var der en tilbygning i bindingsværk, der oprindeligt fungerede som pakhus. Bygningen blev revet ned i 2009.